# Associação Atlética Internacional de Limeira
Maillots
Dernière mise à jour : 28 mai 2024.
Le Associação Atlética Internacional de Limeira est un club brésilien de football basé à Limeira.

## Historique
- 1913 : fondation du club

## Palmarès
- Championnat de São Paulo (1)
  - Champion : 1986

- Coupe des champions des États Rio-São Paulo (1)
  - Vainqueur : 1986

- Championnat du Brésil de Série B (D2) (1)
  - Champion : 1988

## Anciens joueurs
- Éder